# Ракитное (Житомирская область)
Ракитное (укр. Рокитне) — село на Украине, основано в 1929 году, находится в Овручском районе Житомирской области.
Код КОАТУУ — 1824284003. Население по переписи 2001 года составляет 88 человек. Почтовый индекс — 11105. Телефонный код — 4148. Занимает площадь 0,793 км².

## Адрес местного совета
11140, Житомирская область, Овручский р-н, с.Листвин, ул.Ланова, 11